# Кандараков, Чемок Макеевич
Чемок Макеевич Кандараков (1905—1991) — советский государственный и партийный деятель, председатель Горно-Алтайского областного исполнительного комитета.

## Биография
Родился 3 (15) декабря 1905 года. По национальности челканец. Член ВКП(б) с 1931 года.
Окончил Ойрот-Туринскую советско-партийную школу (1927—1930) и годичные курсы марксизма-ленинизма в Новосибирске (1936—1937).
С 1926 года — на общественной и политической работе: председатель Курмач-Байголского сельского Совета, начальник Турачакского аймачного земельного отдела, инструктор Турачакского аймачного районного комитета ВКП(б) Ойротской автономной области, инструктор Ойротского областного комитета ВКП(б), 3-й секретарь областного комитета, председатель Исполнительного комитета областного Совета Ойротской автономной области (1937—1944).
До 1950 г. — председатель Чемальского аймачного исполкома.
Избирался депутатом Верховного Совета СССР 1-го созыва.